# Daniel Kelly (judoka)
Daniel Kelly (Melbourne, 31 ottobre 1977) è un judoka e artista marziale misto australiano.
Più volte campione nazionale, è il primo e unico judoka australiano ad aver preso parte a quattro diverse edizioni dei Giochi olimpici (Sydney 2000, Atene 2004, Pechino 2008 e Londra 2012).
A partire dal 2006 ha intrapreso anche la carriera nelle arti marziali miste, inanellando una striscia di sette vittorie consecutive prima di partecipare al reality show The Ultimate Fighter. Combatte nella divisione dei pesi medi per l'organizzazione statunitense UFC.

## Carriera nelle arti marziali miste

### Ultimate Fighting Championship
Malgrado la sconfitta subita nel reality show The Ultimate Fighter, la buona reputazione di judoka gli consente di aggiudicarsi un contratto con la prestigiosa promozione Ultimate Fighting Championship nel 2014. Compie il suo debutto sull'ottagono l'8 novembre seguente contro Luke Zachrich, in occasione dell'evento UFC Fight Night 55, dimostrando subito grandi abilità nella lotta a terra e sottomettendo l'avversario via kimura al secondo round.
Torna a combattere il 14 febbraio 2015 a UFC Fight Night 60 quando si trova opposto a Patrick Walsh, contro il quale si impone via decisione unanime. 
Nel suo match successivo si trova davanti un avversario più esperto in Sam Alvey, affrontato il 10 maggio seguente a UFC Fight Night 65. Proprio contro Alvey subisce la prima sconfitta in carriera, dovendosi arrendere via KO tecnico alla prima ripresa.
Sei mesi più tardi avrebbe dovuto far parte di UFC 193 per combattere Ricardo Abreu, ma quest'ultimo è costretto a ritirarsi dalla sfida a causa di un infortunio ed è sostituito da Steve Montgomery. Kelly otterrà una vittoria ai punti dopo tre round.
Il 20 marzo 2016 affronta il brasiliano Antônio Carlos Júnior in occasione di UFC Fight Night 85, trionfando da sfavorito e in rimonta via KO tecnico al terzo round.
Dopo diversi mesi di pausa torna sull'ottagono il 27 novembre per sfidare Chris Camozzi a UFC Fight Night 101, contro il quale si impone tramite decisione unanime.
Il ritorno nel 2017 è quasi immediato e avviene il 4 marzo in occasione di UFC 209 quando affronta l'ex campione dei pesi mediomassimi Rashad Evans, al suo debutto nei medi. A seguito di un incontro molto combattuto, l'australiano centra il più grande successo in carriera ottenendo a gran sorpresa la vittoria per decisione non unanime dei giudici.
Come da sua richiesta, arriva poi ad affrontare un contendente di livello in Derek Brunson, considerato dagli esperti di settore uno dei dieci pesi medi più forti del mondo; la sfida, svoltasi l'11 giugno a UFC Fight Night 110, vede l'australiano sconfitto per KO alla prima ripresa.

## Risultati nelle arti marziali miste
| Risultato | Record | Avversario    | Metodo                  | Evento                          | Data           | Round | Tempo | Città                            | Note |
| --------- | ------ | ------------- | ----------------------- | ------------------------------- | -------------- | ----- | ----- | -------------------------------- | ---- |
| Sconfitta | 13-2   | Derek Brunson | KO (pugni)              | UFC Fight Night: Lewis vs. Hunt | 11 giugno 2017 | 1     | 1:16  | Auckland, Nuova Zelanda          |      |
| Vittoria  | 13-1   | Rashad Evans  | Decisione (non unanime) | UFC 209                         | 4 marzo 2017   | 3     | 5:00  | Las Vegas, Stati Uniti d'America |      |